# Neoserica litoralis
Neoserica litoralis är en skalbaggsart som beskrevs av Moser 1916. Neoserica litoralis ingår i släktet Neoserica och familjen Melolonthidae. Inga underarter finns listade i Catalogue of Life.